# البولنديون في الفيرماخت

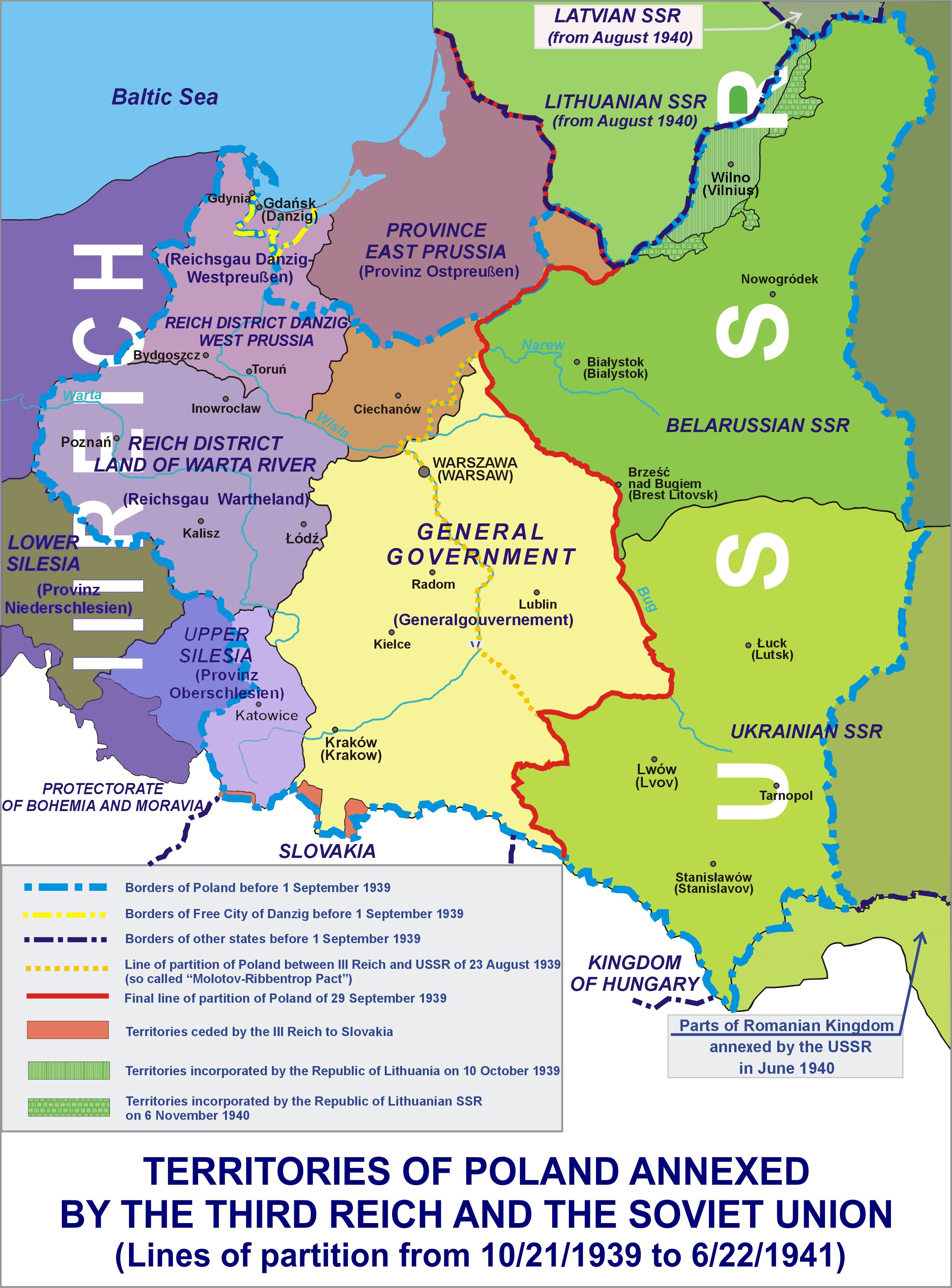
آثار الهجوم النازي السوفيتي

بعد الغزو الألماني لبولندا في عام 1939، خدم المواطنون البولنديون في الفيرماخت وفافن إس إس، خاصة المواطنين من أجزاء من بولندا الملحقة بألمانيا مثل سيليزيا العليا وبوميرانيا. كانت الخدمة في الجيش الألماني عالمية بطبيعتها في هذه المناطق، لكن تقييم عدد البولنديين الإثنيين المعنيين أمر صعب بسبب سيولة الهوية الوطنية. في النهاية، غالباً ما تضع التقديرات البولندية عدد البولنديين الأصليين بـ 250،000. تقدير Ryszard Kaczmarek المحافظ، استنادًا إلى الأدلة الوثائقية، يبلغ 295،000؛ ومع ذلك يعتبر Kaczmarek هذا منخفضًا للغاية ويميل إلى قبول أرقام تصل إلى 500000. 
بشكل عام، خدم حوالي 90،000 موظف ألماني سابق في القوات البولندية في الغرب. بحلول يوم النصر في عام 1945، كان ما يقرب من ثلث الجنود البولنديين في الغرب في السابق في خدمة لدى ألمانيا.  في الجبهة الشرقية، كانت معسكرات أسرى الحرب للفيرماخت تتجند في القوات المسلحة البولندية في الشرق. 

## القوات المسلحة البولندية
في الجبهة الغربية، واجه الحلفاء البولنديون الأسرى أولاً في معسكر أسرى الحرب لجنود أفريكا كوربس. بعد أن أدركت أن عددًا كبيرًا من السجناء كانوا من القوات المسلحة البولندية والبريطانية والبولندية في الغرب، أنشأت قسمًا خاصًا لتجنيد أسرى الحرب لخدمة الحلفاء. تكثفت جهود التوظيف في صيف عام 1943. 
في يناير 1944 بعد أن أعرب هنري مايتلاند ويلسون عن قلقه إزاء عدم وجود قوات بولندية بديلة، أكد الجنرال فاديساو أندرس له أنه سيتم تعيين بدائل في الخطوط الأمامية. في الفيلق الثاني، كان هناك 2500 من أسرى الحرب السابقين بحلول يونيو 1944 والتي ارتفعت إلى 18500 بحلول عام 1945. 
بشكل عام، خدم حوالي 90،000 موظف ألماني سابق في القوات البولندية في الغرب. بحلول يوم النصر في عام 1945، كان ثلث الجنود البولنديين في الغرب في السابق في الخدمة لدى ألمانيا.  
في الجبهة الشرقية، كانت معسكرات أسرى الحرب للفيرماخت تجند في القوات المسلحة البولندية في الشرق. 